# Joseph Edward Strickland
Joseph Edward Strickland (Fredericksburg, 31 ottobre 1958) è un vescovo cattolico statunitense, dall'11 novembre 2023 vescovo emerito di Tyler.

## Biografia
Joseph Edward Strickland è nato a Fredericksburg, Texas, il 31 ottobre 1958. Quando era bambino, la sua famiglia si è trasferita ad Atlanta, Texas. I suoi genitori sono tra i fondatori della locale parrocchia di Santa Caterina da Siena e da ragazzo è stato ministrante.

### Formazione e ministero sacerdotale
Nel 1965 ha iniziato a frequentare le scuole pubbliche di Atlanta e nel maggio del 1977 si è diplomato presso l'Atlanta High School. Ha compiuto gli studi ecclesiastici al seminario "Santissima Trinità" e all'Università di Dallas.
L'8 dicembre 1984 è stato ordinato diacono per la diocesi di Dallas dal vescovo di Lubbock Michael Jarboe Sheehan. Il 1º luglio 1985 è stato ordinato presbitero da monsignor Thomas Ambrose Tschoepe. In seguito è stato vicario parrocchiale della parrocchia dell'Immacolata Concezione a Tyler dal 1985 al 1987.
Il 24 febbraio 1987 si è incardinato nella nuova diocesi di Tyler, eretta l'anno precedente. Ha prestato servizio come direttore delle vocazioni sacerdotali dal 1987 al 1989; notaio diocesano dal 1987 al 1992; cappellano diocesano per gli scout nel 1988; vicario parrocchiale della parrocchia del Sacro Cuore a Nacogdoches e della parrocchia di San Giuda a Henderson nel 1989 e parroco della parrocchia di San Michele a Mount Pleasant dal 1989 al 1992. Dal 1992 al 1994 ha compiuto gli studi per la licenza in diritto canonico all'Università Cattolica d'America a Washington. Tornato in diocesi è stato rettore della cattedrale dell'Immacolata Concezione a Tyler dal 1994 al 2010; difensore del vincolo dal 1994 al 1995; vicario giudiziale dal 1995 al 2010; amministratore diocesano dal 2000 al 2001; vicario generale dal 2010 al 2011; cappellano della Bishop Gorman Middle and High School dal 2010 e delegato ad omnia dell'amministratore apostolico di Tyler dal 2011.
Nel 1995 è stato nominato prelato d'onore di Sua Santità.
Oltre all'inglese, conosce lo spagnolo.

### Ministero episcopale
Il 29 settembre 2012 papa Benedetto XVI lo ha nominato vescovo di Tyler. Ha ricevuto l'ordinazione episcopale il 28 novembre successivo dal cardinale Daniel Nicholas DiNardo, arcivescovo metropolita di Galveston-Houston, co-consacranti il vescovo di Mayagüez Alvaro Corrada del Rio e l'arcivescovo metropolita di Santa Fe Michael Jarboe Sheehan. È il primo nativo del Texas orientale a guidare la diocesi.
Nell'annuncio della sua nomina, Radio Vaticana ha definito Strickland parte di "una delle nuove generazioni di preti blogger del Nord America" per il suo Running Priest Blog. È anche un appassionato corridore ed ha partecipato a numerose gare nella zona del Texas orientale, da cui la ragione del nome del suo blog. All'inizio questo si chiamava RunFatherRun.
Strickland è uno strenuo difensore delle posizioni dottrinali, dogmatiche e della tradizione della Chiesa cattolica sul matrimonio, sulla vita umana e sulla libertà religiosa. Il 4 novembre 2012 ha condotto una manifestazione pubblica e un servizio di preghiera nel centro di Tyler, chiedendo ai fedeli di rivolgersi a Dio prima delle elezioni. In un editoriale scritto per il Tyler Morning Telegraph ha dichiarato: "Le verità fondamentali che una volta erano e dovrebbero essere il fondamento della nostra società vengono messe alla prova quotidianamente. Credo che le elezioni del 6 novembre portino un grande dovere per tutti noi come persone di fede che riflettono seriamente su ciò in cui crediamo e su come tali convinzioni dovrebbero essere incarnate nelle nostre leggi e supportate dai nostri leader".
Ha posto a capo del consiglio diocesano delle finanze Michael Emile Mahfood, fondatore del gruppo M7, una società di servizi che gestisce oltre mille siti web.
Nel giugno 2023 ha ricevuto una visita apostolica, affidata a due vescovi statunitensi, Gerald Frederick Kicanas e Dennis Joseph Sullivan, con lo scopo di eseguire un'indagine proprio nei suoi confronti. Secondo alcuni, questa indagine è dovuta alle sue posizioni tradizionali cattoliche, inconciliabili con le disposizioni emanate da papa Francesco. Nel 2023 ha affermato che il cammino sinodale avrebbe introdotto numerose innovazioni a suo parere antievangeliche in materia di matrimonio, eucaristia, sessualità.
L'11 novembre seguente papa Francesco lo ha sollevato dal governo pastorale della diocesi di Tyler. Monsignore Strickland, in una dichiarazione rilasciata al sito conservatore LifeSiteNews, ha evidenziato che tra i motivi che lo hanno condotto ad essere rimosso da papa Francesco, vi è la mancata applicazione del motu proprio Traditionis custodes, che ha apportato restrizioni alla celebrazione secondo il messale del 1962 di papa Giovanni XXIII. Tuttavia, il vescovo texano ha dichiarato di non essersi pentito della scelta intrapresa, giacché riteneva suo dovere quello di non disperdere i fedeli devoti alla messa tridentina. In attesa della nomina di un successore è stato designato, come amministratore apostolico della diocesi di Tyler, il vescovo di Austin Joe Steve Vásquez.

## Genealogia episcopale
La genealogia episcopale è:
- Cardinale Scipione Rebiba
- Cardinale Giulio Antonio Santori
- Cardinale Girolamo Bernerio, O.P.
- Arcivescovo Galeazzo Sanvitale
- Cardinale Ludovico Ludovisi
- Cardinale Luigi Caetani
- Cardinale Ulderico Carpegna
- Cardinale Paluzzo Paluzzi Altieri degli Albertoni
- Papa Benedetto XIII
- Papa Benedetto XIV
- Papa Clemente XIII
- Cardinale Marcantonio Colonna
- Cardinale Giacinto Sigismondo Gerdil, B.
- Cardinale Giulio Maria della Somaglia
- Cardinale Carlo Odescalchi, S.I.
- Cardinale Costantino Patrizi Naro
- Cardinale Lucido Maria Parocchi
- Papa Pio X
- Cardinale Gaetano De Lai
- Cardinale Raffaele Carlo Rossi, O.C.D.
- Cardinale Amleto Giovanni Cicognani
- Arcivescovo James Joseph Byrne
- Vescovo Lawrence Donald Soens
- Cardinale Daniel Nicholas DiNardo
- Vescovo Joseph Edward Strickland

## Araldica
| Stemma | Blasonatura |
| ------ | --- |
|        | Partito: al primo di verde alla croce d'oro, l'asta posta a destra e la traversa rialzata, accompagnata nel I cantone dalla stella (5) d'argento, il III cantone d'argento a tre pini di verde; al secondo di rosso a quattro stelle d'oro (6) poste a croce latina, accompagnate nel IV da una stella (6) più piccola del medesimo, al capo ondato dello stesso caricato della conchiglia di rosso, addestrata dal Sacro Cuore di Gesù di rosso alle spine di nero e dal Cuore Immacolato di Maria di rosso alle rose d'argento. Ornamenti esteriori da vescovo. Motto: Ut inhabitatem in domo Domini. |